# 매화나무지의
매화나무지의(일본어: 梅の木苔)는 지의류의 일종이다. 회녹색의 엽상지의류로서, 나무껍질이나 바위애 착생한다. 전세계의 열대 및 온대 일부 지역에 널리 분포한다.